# Vitthal Udyognagar INA
Vitthal Udyognagar INA là một thị xã và là một khu vực công nghiệp quy hoạch (industrial notified area) của quận Anand thuộc bang Gujarat, Ấn Độ.

## Nhân khẩu
Theo điều tra dân số năm 2001 của Ấn Độ, Vitthal Udyognagar INA có dân số 4103 người. Phái nam chiếm 53% tổng số dân và phái nữ chiếm 47%. Vitthal Udyognagar INA có tỷ lệ 70% biết đọc biết viết, cao hơn tỷ lệ trung bình toàn quốc là 59,5%: tỷ lệ cho phái nam là 78%, và tỷ lệ cho phái nữ là 60%. Tại Vitthal Udyognagar INA, 14% dân số nhỏ hơn 6 tuổi.